# Akram Afif
Akram Hassan Afif Yahya Afif (arabiska: أكرم عفيف), född 18 november 1996 i Doha, är en qatarisk fotbollsspelare som spelar för Al-Sadd.
Afif anses vara en av de största talangerna någonsin från Qatar. Han vann priset Årets fotbollsspelare i Asien år 2019.